# Vân Côn
Vân Côn là một xã thuộc huyện Hoài Đức, thành phố Hà Nội, Việt Nam.

## Vị trí địa lý
Xã Vân Côn nằm ở phía Tây huyện Hoài Đức
(Vân là mây, Côn là đảo, Vân Côn hợp thành gọi là "Đảo mây"). Đây là một xã nằm bên bờ sông Đáy.

## Địa giới hành chính
- Phía Tây Bắc, Tây và Nam giáp huyện Quốc Oai;
- Phía Đông Bắc giáp xã Song Phương;
- Phía Đông giáp xã An Thượng.

Xã Vân Côn gồm có 8 thôn: Vân Côn, Linh Thượng, Mộc Hoàn Giáo, Mộc Hoàn Đình, Cát Thuế, Quyết Tiến, Cù Sơn và Phương Quan.

## Lễ hội
Hội làng Vân tổ chức 5 năm một lần, 2 lần trong 1 thập niên. Hội làng Vân nổi tiếng về rước kiệu đẹp và đặc sắc nhất cả nước. Chính nét đặc sắc riêng của hội làng Vân nên vào mỗi dịp lễ hội, hội làng Vân thường có số lượt người chơi hội đông nhất vùng. Hội làng Vân cũng có tính ảnh hưởng trong khu vực. Có thời còn làm cho phong trào mua sắm kiệu và tổ chức rước kiệu lan rộng khắp địa phương xung quanh. Họ cùng nhau sắm kiệu để cũng được rước kiệu giống hội làng Vân.
Ngoài ra, vào những dịp trung thu, người dân địa phương còn tổ chức rước kiệu phá cỗ mừng trung thu. 

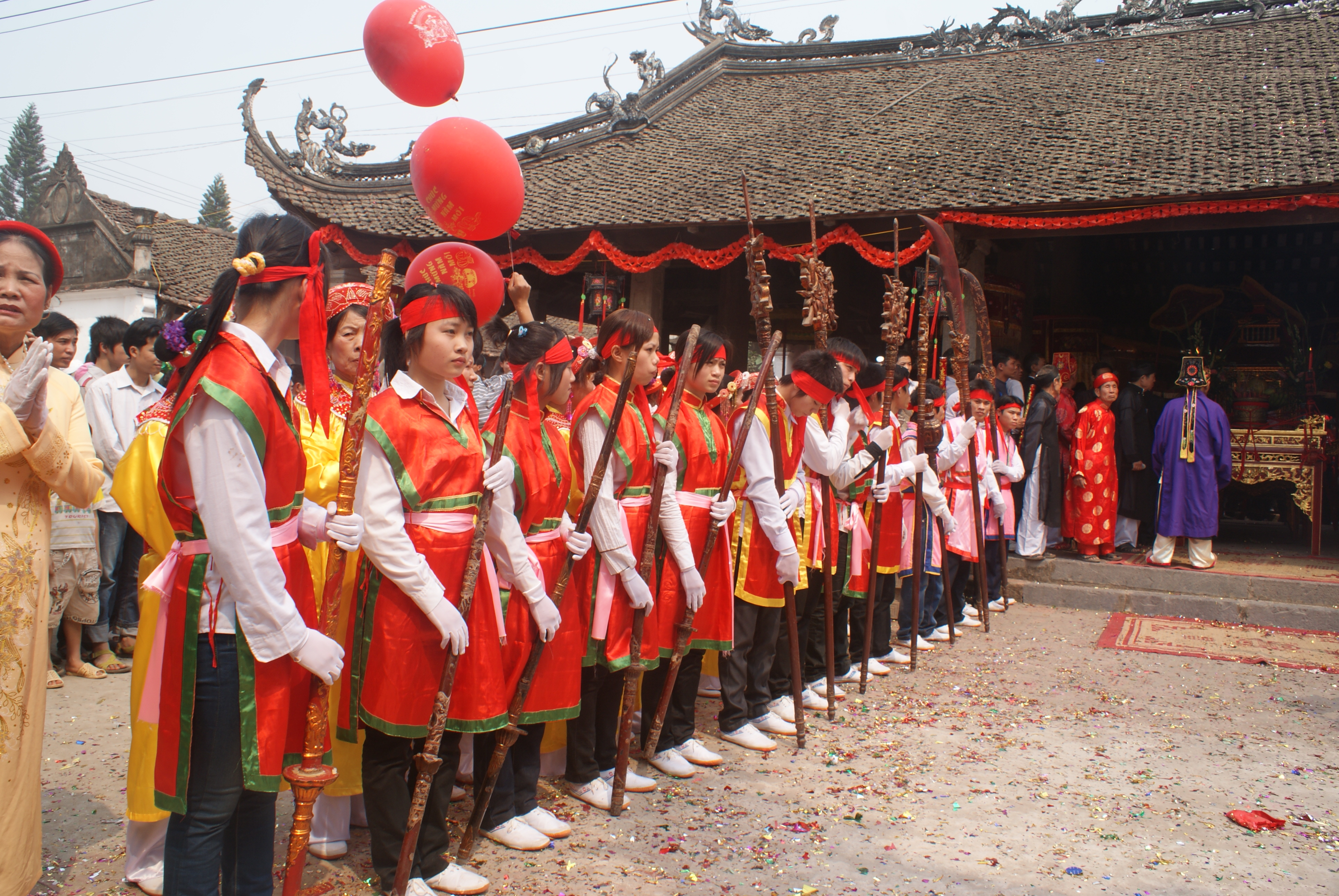
Những cô gái hàng đô

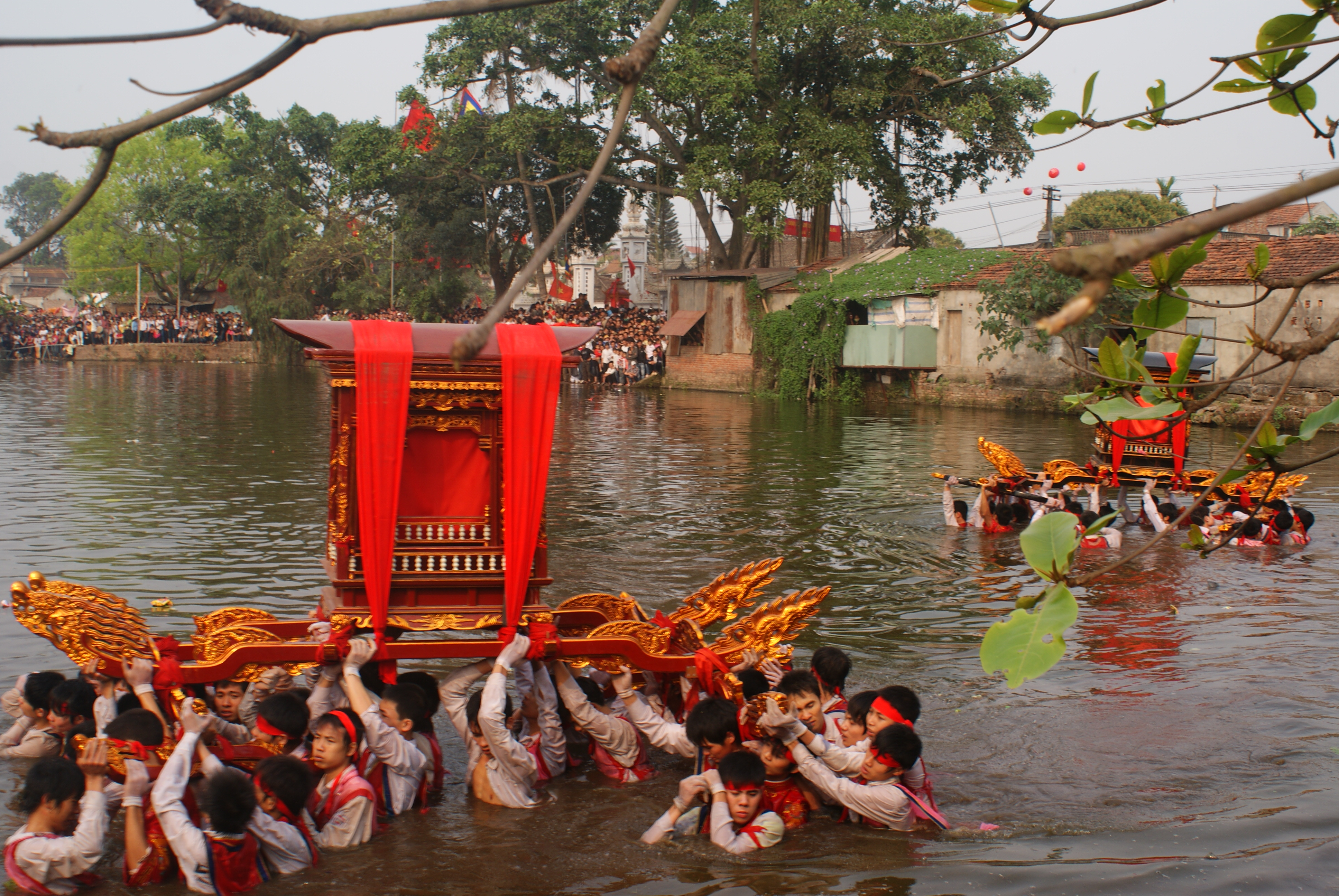
Khi rước thánh qua ao làng